# 해밀턴 레이지
해밀턴 레이지는 캐나다 온타리오 주 해밀턴을 연고지로 하는 순수 아마추어 축구팀이다. 현재 USL 프리미어 디벨로프먼트 리그에 참가하고 있다.